# Myślibórz
Myślibórz (antiguamente Soldin) es una localidad polaca del voivodato de Pomerania Occidental.

## Geografía
Está ubicada junto al lago homónimo.

## Historia
En la segunda mitad del siglo XIX era descrita como una ciudad de Alemania, ubicada en el reino de Prusia, la provincia de Brandeburgo y la regencia de Fráncfort. Por entonces tenía contabilizada una población de unos 5800 habitantes. Contaba una fábrica de tejidos de algodón y lana.